# وايت روك (كولومبيا البريطانية)
وايت روك (بالإنجليزية: White Rock)‏ هي مدينة كندية تقع في مقاطعة كولومبيا البريطانية. تبلغ مساحة هذه المدينة 5.1622 (كم²)، ويبلغ عدد سكانها 18755 نسمة حسب إحصاء سنة 2006 م، بينما كان يسكنها 18250 نسمة في سنة 2001 م. تحتل هذه المدينة المرتبة رقم 202 بين مدن كندا حسب عدد السكان والمرتبة رقم 32 في المقاطعة. نما عدد السكان في هذه المدينة بنسبة (2.8) بين العامين المذكورين.

## أعلام
- بيل فرانك
- رود وودورد
- دانيال ويزلي
- جورج فريدريك إيفز
- أندرو هاموند
- هارولد إدوارد ونش
- جيل روزنبرغ
- سارة هنتر
- كيفن يونغ

## وصلات خارجية
- الأطلس الحكومي لكندا
- إحصاءات كندا مع ساعة تعداد السكان